# Lepidiota labrata
Lepidiota labrata är en skalbaggsart som beskrevs av Brenske 1892. Lepidiota labrata ingår i släktet Lepidiota och familjen Melolonthidae. Inga underarter finns listade i Catalogue of Life.